# United States Naval Observatory

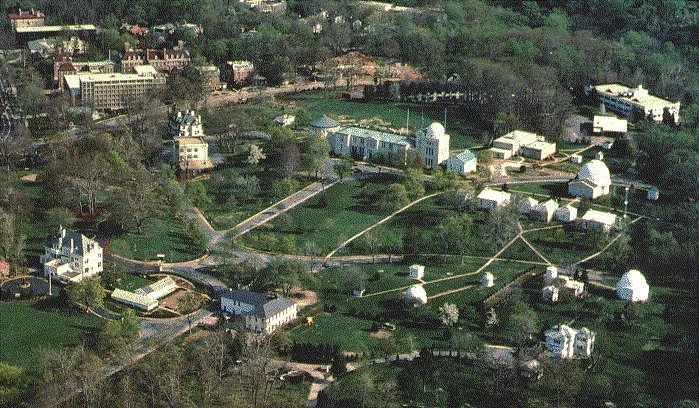
Flygfoto över observatorieområdet

United States Naval Observatory är den amerikanska flottans observatorium i som är beläget i nordvästra Washington, D.C.. Det innefattar ett av de tidslaboratorier varifrån UTC beräknas. Observatoriet driver även Naval Observatory Flagstaff Station (NOFS) i Flagstaff, Arizona samt USNO Alternate Master Clock vid Schriever Air Force Base utanför Colorado Springs, Colorado.
Observatoriet ingår som en del i United States Naval Meteorology and Oceanography Command (NMOC).
På området i Washington ligger Number One Observatory Circle som är officiellt residens för USA:s vicepresident.